# Marcus Vögeli
Marcus Erik Viktor Vögeli, född Törnell 17 mars 1992 i Boo församling i Stockholms län, är en svensk skådespelare.
Vögeli utbildades vid Teaterhögskolan i Malmö 2011–2014. Under utbildningen gjorde han praktik 2013 i Den svenska apans 100 röda drömmar på Turteatern i regi av Nils Poletti. Han har bland annat medverkat i TV-serien Kalifat. Han har även medverkat i filmerna Cirkeln och Syndabocken.

## Filmografi (i urval)
- 2014 – Unga Sophie Bell
- 2015 – Cirkeln
- 2020 – Kalifat (TV-serie)
- 2023 – Syndabocken

## Teater

### Roller (ej komplett)
| År   | Roll        | Produktion                                                                    | Regi                  | Teater                   |
| ---- | ----------- | ----------------------------------------------------------------------------- | --------------------- | ------------------------ |
| 2013 |             | Den svenska apans 100 röda drömmar Joakim Pirinen                             | Nils Poletti          | Turteatern               |
| 2015 |             | Potatisrebellerna Magnus Lindman                                              | Agneta Ehrensvärd     | Dramaten                 |
| 2016 | Pojken      | Fåglarna (Fuglane) Tarjei Vesaas                                              | Ole Anders Tandberg   | Dramaten                 |
| 2019 | Rosencrantz | Hamlet William Shakespeare                                                    | Sofia Adrian Jupither | Dramaten                 |
| 2019 | En läkare   | Linje Lusta (A Streetcar Named Desire) Tennessee Williams                     | Stefan Larsson        | Dramaten                 |
| 2019 | Michel      | Evakuering: De förskräckliga föräldrarna (Les Parents terribles) Jean Cocteau | Rebecka Hemse         | Dramaten                 |
| 2020 | Orfeus      | Orfeus och Eurydike Magnus Lindman                                            | Örjan Andersson       | Kungliga Operan          |
| 2020 | Harpagon    | Den lille girige Ada Berger                                                   | Ada Berger            | Dramaten                 |
| 2021 | Kören       | Alkestis (Ἄλκηστις, Alkēstis) Euripides                                       | Elli Papakonstantinou | Dramaten                 |
| 2023 | Pojken      | Den stora skrivboken (Le grand cahier) Ágota Kristóf                          | Sofia Jupither        | Dramaten                 |
| 2023 |             | Konspiration Erik Uddenberg                                                   | Suzanne Osten         | Dramaten                 |
| 2024 |             | Svindel Sara Stridsberg                                                       | Rebecka Hemse         | Dramaten                 |
| 2024 | Medverkande | Jag offrar mig Ada Berger, Stina Wirsén och Anna Vnuk                         | Ada Berger            | Kulturhuset Stadsteatern |
| 2025 |             | Hinkemann Ernst Toller                                                        | Anja Suša             | Dramaten                 |